# Cyrtopodion indusoani
Cyrtopodion indusoani là một loài thằn lằn trong họ Gekkonidae. Loài này được Khan mô tả khoa học đầu tiên năm 1988.